# Yandex Translate
Yandex Translate (auch Yandex.Perevod) ist ein Onlinedienst von Yandex, der Wörter, Texte und ganze Webseiten maschinell übersetzen kann.

## Geschichte
Der Dienst wurde 2011 gestartet und deckte zunächst nur die Sprachen Englisch, Ukrainisch und Russisch ab. Mittlerweile werden 98 Sprachen angeboten, darunter Kasachisch und Usbekisch in lateinischer und kyrillischer Schrift. Yandex betont, auch seltene Sprachen abdecken zu wollen – dazu werden unter anderem auch Baschkirisch, Papiamentu oder Sindarin gezählt. Im Jahr 2017 wurde für die Sprachkombination Englisch-Russisch ein Korpus von einer Million Sätzen angegeben, was rund der Hälfte des entsprechenden Bestands im TraMOOC Project entsprach.
Für Android und iOS sind seit 2012 mobile Apps einschließlich Offline-Funktion erhältlich.

## Funktionsweise
Die Maschinenübersetzung von Yandex basierte zunächst auf statistischen Methoden. Im September 2017 kündigte Yandex an, für seine Maschinenübersetzung ein hybrides System einzuführen, das statistische und neuronale Funktionen kombiniert.
Der Dienst besteht für jede Sprache aus drei internen Hauptkomponenten: Übersetzungsmodell, Sprachmodell und Decoder.
Das Übersetzungsmodell ist durch die Auswahl der parallelen Dokumente sowie die anschließende Auswahl von Satzpaaren und von Wortpaaren bzw. Wortkombinationspaaren entstanden, ist also eine Tabelle mit allen Wörtern und Phrasen des Systems und deren mögliche Übersetzungsvarianten in die andere Sprache einschließlich der Wahrscheinlichkeit dieser Varianten.  Es werden also nicht nur einzelne Wörter verglichen, sondern ebenso Kombinationen mehrerer aufeinander folgender Wörter. Das Übersetzungsmodell umfasst für jedes Sprachpaar einhundert Millionen Wort- und  Wortkombinationspaare.
Für das Sprachmodell untersucht das System Hunderttausende verschiedener Texte der gewünschten Sprache und erstellt eine Liste aller darin verwendeten Wörter und Wortkombinationen mit Angabe ihrer Häufigkeit. Das ist das Systemwissen zu der  Sprache, in die übersetzt werden soll.
Der Decoder fungiert als Übersetzer an sich. Er wählt für jeden Satz des eingegebenen Textes alle Übersetzungsvarianten aus, indem er die Phrasen aus dem Übersetzungsmodell kombiniert und nach absteigender Wahrscheinlichkeit sortiert.
Der Decoder schätzt alle Varianten der Ausgabekombinationen mithilfe des Sprachmodells. Er wählt den Satz somit mit der besten Kombination aus Wahrscheinlichkeit (Übersetzungsmodell) und Häufigkeit der Nutzung (Sprachmodell) aus.
Der Dienst kann versuchen, die Ausgangssprache eines Textes automatisch zu erkennen. Er ist aber nicht in der Lage, benachbarte Sätze als Kontext einzubeziehen.
Yandex.Translate bietet eine Programmierschnittstelle (REST API) an, um Übersetzungen in eigene Webseiten- und Angebote zu übernehmen. Für Python existiert eine leicht benutzbare Implementierung.

## Rezeption und Bewertung
In einem kleinen Praxisversuch im Mai 2014 spielte Yandex.Translate unter Studierenden der Übersetzungswissenschaften an der Universität Zielona Góra nur eine sehr marginale Rolle, verglichen mit zahlreichen anderen Anbietern. Bei einem Vergleich mit Google Übersetzer erreichte Yandex.Translate 2015 in der Kombination Russisch-Kroatisch bessere Ergebnisse.
Yandex.Translate wurde 2018 zusammen mit Google Übersetzer zu den besten verfügbaren Maschinenübersetzungsanbietern gezählt, erstellte aber weniger flüssige Übersetzungen als sein Wettbewerber. Es bietet außerdem zusammen mit Google Übersetzer das größte Angebot für slawische Sprachen, muss sich seinem Konkurrenten aber letztendlich geschlagen geben. (siehe auch Liste von maschinellen Übersetzern)

## Andere Übersetzungsdienste
Weitere Übersetzungswebseiten in deutscher Sprache:
- DeepL
- Google Übersetzer
- Microsoft Translator
- Linguee
- eTranslation